# Художественное искусство в Омске
Художественное искусство в Омске продолжает развиваться. Его история тесно связана с другими сферами искусства в городе, такими как театральное, музыкальное и литературное.
Творчество омских мастеров демонстрируется в Доме художника.

## История

### Советский период
В мае-июне 1918 года в Омске предпринимались шаги к открытию народной художественной академии с картинной галереей, работала студия художественных исканий. По инициативе писателя Антона Сорокина был создан Цех пролетарских писателей и художников Сибири. Однако уже летом этого года белые заняли позиции красных в городе, и большая часть советских культурных организаций была упразднена. Окончательно советская власть установилась в 1920 году, но и после этого большевики нередко сталкивались с аполитическим или антисоветским настроем профессиональных работников искусства. В Омске работал подотдел искусств Сибирского отдела народного образования, который в условиях недостатка кадров пытался создать показательный театр академического характера, художественную школу и музыкальную школу пониженного типа.
Летом 1921 года произошло событие, оказавшее решающее влияние на культурную и экономическую жизнь Омска. Функции административного центра Сибири перешли от него к городу Новониколаевску (будущему Новосибирску), и там, а не в Омске, стали сосредотачиваться основные культурные силы. С введением новой экономической политики художники стали покидать Сибирь и Омск в частности. Если в Омской студии ИЗО в годы «военного коммунизма» числилось 80 человек, то в это время их осталось 15-17. Связано это было с резким сокращением художественных заведений по финансовым причинам. Так, из пяти отделений Омского художественно-промышленного техникума им. Врубеля государственное финансирование имели только три. Выставки сибирских художников стали организовываться гораздо реже.
В 1925 году художник Ян Янович Авотин активно поддерживал создание в Омске филиала Ассоциации художников революционной России (АХРР). Филиал начал действовать в ноябре и своей главной задачей имел отражение революционного прошлого рабочих, а также их текущего труда и быта. Однако художественные и литературные организации разных сибирских городов того времени имели слабые связи между собой (связь с Москвой была сильнее). Филиал не выполнял задачи по объединению омских художников, поскольку прямолинейно трактовал вопрос о примате содержания над формой и резко вторгался в творческую работу. Требовалась более совершенная организация. Для литературы таковой полагали готовящийся Сибирский союз писателей. В 1926 году в Омске был создан филиал новосибирского краевого общества «Новая Сибирь», и часть художников (14 человек) присоединилась к нему, а другая образовала группу живописцев художественно-промышленного техникума.
В 1927 году Омск посетила организованная «Новой Сибирью» Всесибирская выставка. Она была крупнейшей за всю историю края и демонстрировала более 700 экспонатов от 72 художников.